# Горский, Анатолий Вениаминович
Анатолий Вениаминович Горский (в США Анатолий Борисович Громов, оперативный псевдоним «Вадим»; 1907—1980) — советский разведчик, работавший резидентом в Лондоне, а также первым секретарём Советского посольства в Вашингтоне. Переводил на русский язык детективные, приключенческие произведения. Публиковался под именем Ан. Горский.

## Биография
Родился в 1907 году в деревне Меньшиково Канского округа Енисейской губернии.
Среднее образование получил в Канске. В рядах советских внутренних органов (ОГПУ) работал с 1928 года. В 1936 году был переведен во внешнюю разведку и направлен в Англию в качестве шифровальщика и помощника лондонского резидента. Во время чисток 1939 года лондонская резидентура была ликвидирована, и в марте 1940 года Анатолий Горский был отозван в Москву. Пережив репрессии, был назначен лондонским резидентом в ноябре 1940 года, где работал первым атташе и вторым секретарём советского посольства.
Под его руководством находилось около двадцати агентов, в том числе Кембриджская пятёрка. Лондонская резидентура была немногочисленной, в самый тяжелый — начальный период Великой Отечественной войны, эта резидентуре была одним из основных источников информации об операциях стран антигитлеровской коалиции. В Москву был переправлено более 10 тысяч документальных материалов по политическим, экономическим, военным и другим вопросам. В числе этих документов были материалы о работах Великобритании и США по созданию ядерного оружия.
После отзыва в 1944 году из США Василия Зарубина, Горский был назначен резидентом в этой стране. Курировал деятельность Элизабет Бентли, которая знала его под именем «Al». Когда она сдалась ФБР, советская разведка сообщила всем своим зарубежным резидентам о её предательстве и прекращении связи с её людьми, по возможности избежав их разоблачения. Анатолий Горский подготовил меморандум, в котором предложил способы устранения Бентли. Затем Горский, Исхак Ахмеров и ряд других разведчиков были отозваны в СССР. По завершении своей миссии в США Анатолий Горский был назначен заместителем начальника одного из отделов НКВД. В 1948 году он стал автором памятки для советских органов госбезопасности, в котором перечислил более сорока агентов, которые могут быть раскрыты после предательства Элизабет Бентли, последним шефом которой он был.
С 1946 по 1950 годы Горский был начальником первого отдела Управления внешней разведки МГБ. В 1953 году А. В. Горский работал в рядах внутренней безопасности. За успешную работу в США получил звание полковника. Был награждён орденами Ленина, Отечественной войны 2-й степени, Красного Знамени, Трудового Красного Знамени, «Знак Почета» и Красной Звезды, а также медалями.
Помимо работы в разведке занимался переводами художественной литературы (произведений Артура Конан Дойля, Джона Бойнтона Пристли, Рафаэля Саббатини, Рекса Стаута и др.). 
Умер в 1980 году.